# Gustav Machatý
Gustav Machatý est un réalisateur, scénariste, acteur, producteur et monteur tchèque né le 9 mai 1901 à Prague (Autriche-Hongrie), mort le 14 décembre 1963 à Munich (Allemagne).

## Filmographie

### Comme réalisateur
- 1919 : Teddy by kouril
- 1926 : Kreutzerova sonáta
- 1927 : Svejk v civilu
- 1929 : Séduction (Erotikon)
- 1931 : D'une nuit à l'autre (Ze soboty na nedeli)
- 1931 : Naceradec, král kibicu
- 1933 : Extase
- 1934 : Nocturno
- 1936 : Ballerine
- 1937 : Visages d'orient (The Good Earth)
- 1937 : Casse-cou (en) (Born Reckless)
- 1937 : Madame X
- 1937 : Marie Walewska (Conquest) (non crédité)
- 1938 : The Wrong Way Out
- 1939 : La Belle et la Loi (Within the Law)
- 1945 : Jealousy (en)
- 1955 : Suchkind 312

### Comme scénariste
- 1919 : Dáma s malou nozkou
- 1926 : Kreutzerova sonáta
- 1929 : Erotikon
- 1931 : Ze soboty na nedeli
- 1931 : Naceradec, král kibicu
- 1933 : Extase
- 1934 : Nocturno
- 1945 : Jealousy (en)
- 1955 : Suchkind 312
- 1955 : C'est arrivé le 20 juillet (Es geschah am 20. Juli)

### Comme acteur
- 1919 : Dáma s malou nozkou : Tom Machata, detective
- 1919 : Akord smrti
- 1934 : Nocturno

### Comme producteur
- 1945 : Jealousy (en)

### Comme monteur
- 1931 : Ze soboty na nedeli